# Marie-Gabrielle Ménard
Pour les articles homonymes, voir nom.
Marie-Gabrielle Ménard est une danseuse, chorégraphe, reporter, actrice et femme politique canadienne. Elle est députée de la circonscription de Hochelaga—Rosemont-Est à la Chambre des communes du Canada depuis les élections fédérales de 2025 sous la bannière du Parti libéral du Canada.

## Biographie
Marie-Gabrielle Ménard étudie en danse au Collège Montmorency où elle obtient son diplôme d'études collégiales en 2001. Elle poursuit ses études à l'École de danse contemporaine de Montréal dont elle est diplômée en 2005. En 2016, elle complète un certificat en création littéraire à l'Université du Québec à Montréal[réf. souhaitée].

### Carrière professionnelle
En 2006, elle cofonde la compagnie de danse contemporaine Mandala Sitù, dont elle devient la directrice générale et artistique. Elle travaille comme danseuse pendant une quinzaine d'années avec des chorégraphes invités à créer des œuvres pour sa compagnie de danse. 
Dans L'Œil du Pigeon en 2006, elle danse dans cette chorégraphie de Marie-Pascale Bélanger. En 2008, on la retrouve dans Warning de Dave St-Pierre qui fait tant jaser,. En 2011, elle est de la pièce Tartare de Manon Oligny,. En 2012, elle est une des cinq interprètes féminines, vêtues par la styliste Marie Saint Pierre, du spectacle Bijoux créé par cinq chorégraphes masculins, Louis-Martin Charest, Pierre Lecours, Normand Marcy, Brice Noeser et David Rancourt, où la pianiste compositrice Gaële joue en direct,.
En 2014[réf. souhaitée], elle se tourne vers la radio où elle anime et réalise l'émission en direct Montréal S’EXPOse consacrée aux arts visuels sur les ondes de CIBL-FM. Trois ans plus tard, en 2017, sur ces mêmes ondes, elle anime la quotidienne émission Le Retour[réf. souhaitée].
En 2016, elle fait un bref retour à la danse à l'appel de la chorégraphe Katia-Marie Germain dans le spectacle Habiter présenté en juin à la Biennale de Venise, puis à à Bruxelles et Toronto au mois d'août.
À partir de juin 2018, Ménard est reporter aux arts à Winnipeg pour Radio-Canada. À l'été 2019, elle anime l'émission L'Actuel sur Radio-Canada Manitoba.
En 2020, elle se retrouve au petit écran dans la série télévisée Edgar où elle interprète la Dre Faraz. Par la suite, elle apparaît dans le court métrage Nu d'Olivier Labonté LeMoyne en 2022, elle joue dans le film Les Chambres rouges de Pascal Plante en 2023 où elle interprète une reporter et elle est présente dans un épisode de la série Un gars, une fille en 2025.

### Carrière politique
Le 12 mars 2025, elle est élue par acclamation comme candidate du Parti libéral du Canada dans Hochelaga—Rosemont-Est en vue des élections fédérales de 2025. Lors du jour de l'élection, le 28 avril 2025, elle remporte le scrutin avec 46,1 % des voix et une majorité de 9 699 voix sur sa plus proche rivale, la bloquiste Rose Lessard. Le 5 juin suivant, elle est nommée secrétaire parlementaire de la ministre des Femmes et de l'Égalité des genres et secrétaire d'État (Petites Entreprises et Tourisme), Rechie Valdez.